# Bitwa nad rzeką Himerą (446 p.n.e.)
Bitwa nad rzeką Himerą – starcie zbrojne, które miało miejsce w roku 446 p.n.e. w trakcie wojny Syrakuz z Akragas. 
Po pokonaniu Sykulów, jedynym przeciwnikiem Syrakuz pozostało miasto Akragas – dotychczasowy sojusznik Syrakuz. Konflikt z Akragas sprowokowali sami Syrakuzańczycy w roku 446 p.n.e. sprowadzając na Sycylię Duketiosa. Miał on za zadanie utworzyć kolonię Greków i Sykulów na północnym wybrzeżu. Przeciwko tym działaniom wystąpili Akragantajczycy, wypowiadając Syrakuzom wojnę. Do decydującego starcia pomiędzy obiema armiami doszło nad rzeką Himerą. Armia Akragas poniosła całkowitą klęskę tracąc 1 000 żołnierzy. W roku 440 p.n.e. Duketios zmarł, co przyczyniło się do upadku państwa Sykulów, które ostatecznie podbili Syrakuzańczycy.